# Top Girls Fassa Bortolo

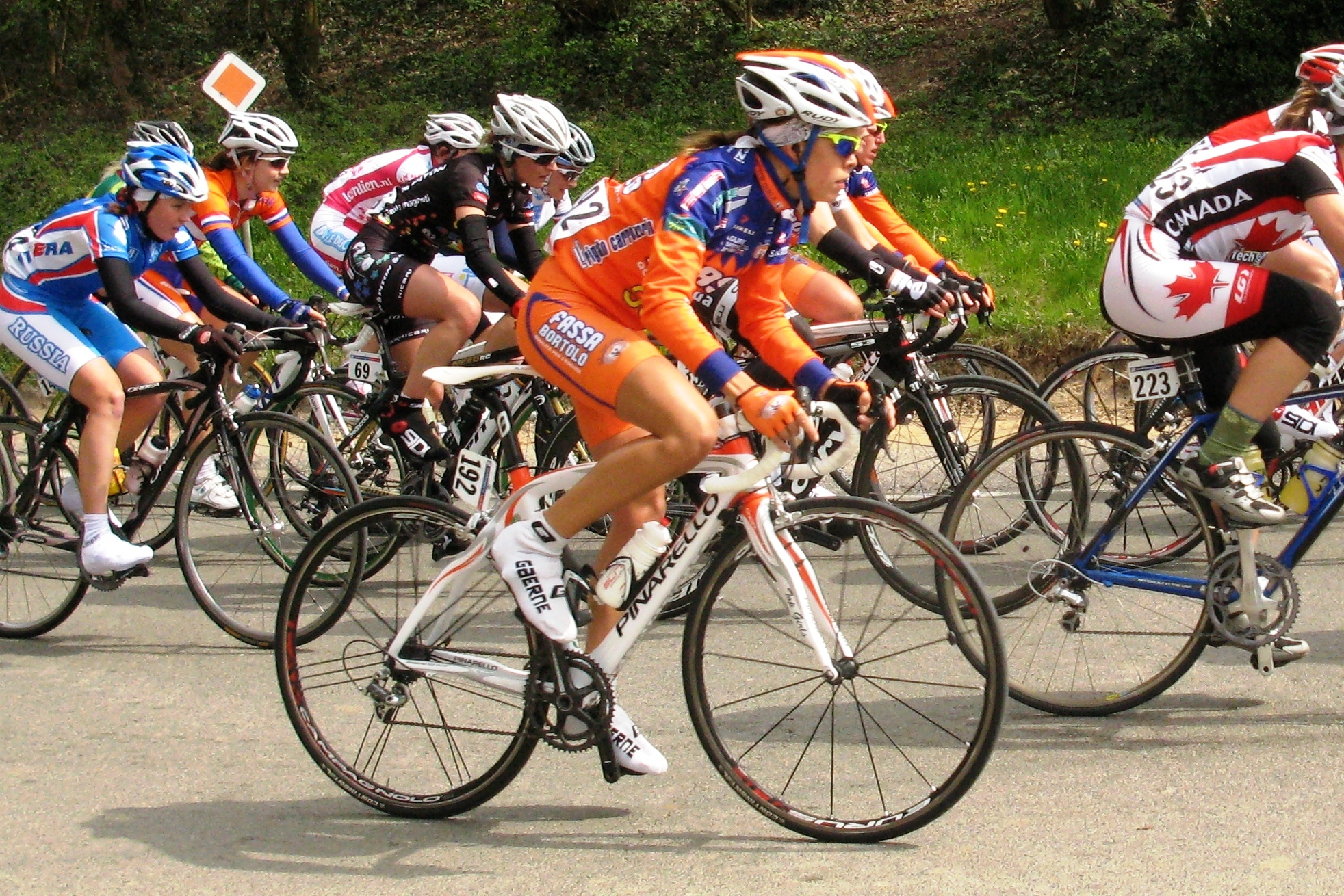
Elena Berlato in de Waalse Pijl 2010.

Top Girls Fassa Bortolo is een Italiaanse wielerploeg voor vrouwen, die van 1994-2004 uitkwam als amateurploeg en vanaf 2005 een internationale UCI-licentie heeft.

## Overwinningen
2005
Italiaans kampioene tijdrijden: Tatiana Guderzo
2e etappe Tour de l'Ardèche: Tania Belvederesi
2006
GP Brissago: Fabiana Luperini
Trofeo Costa Etrusco: Fabiana Luperini
2e etappe Emakumeen Bira: Tatiana Guderzo
3e etappe Emakumeen Bira: Fabiana Luperini
Eindklassement Emakumeen Bira: Fabiana Luperini
Italiaanse kampioene op de weg: Fabiana Luperini
Spaans kampioene tijdrijden: Eneritz Iturriaga
2008
1e etappe Ronde van Polen: Alessandra D'Ettorre
2009
GP Cham-Hagendorn: Alessandra D'Ettorre
2017
Roemeens kampioene tijdrijden: Ana Maria Covrig
Roemeens kampioene op de weg: Ana Maria Covrig
2018
Kroatisch kampioene tijdrijden U23: Maja Perinović
3e etappe Giro delle Marche in Rosa: Laura Tomasi
2019
Trofeo Oro in Euro: Laura Tomasi
Kroatisch kampioene op de weg: Maja Perinović
2020
Kroatisch kampioene tijdrijden U23: Maja Perinović
Kroatisch kampioene op de weg: Maja Perinović
2e etappe Giro delle Marche in Rosa: Greta Marturano
2021
Ronde van Toscane: Giorgia Bariani
2022
GP Città di Monselice: Alessia Vigilia
Coppa Ristorante Cibus: Vanessa Michieletto
Trofeo Prealpi in Rosa: Alessia Vigilia
Giornata Rosa – Trofeo Latterie Inalpi: Cristina Tonetti
2023
Trofej Umag: Alessia Vigilia
Coppa Ristorante Cibus: Vanessa Michieletto
GP BMG Electric: Alessia Vigilia
GP Ciclisti Arcade: Alessia Vigilia